# Almodis (filla d'Adelbert II)
Almodis de la Marca (+ 1116) fou comtessa de la Marca, filla del comte Adelbert II (1047-1088), i germana (i hereva des de 1088) del comte Bosó III (1088-1091). No s'ha de confondre amb Almodis de la Marca, la seva tia homònima, germana d'Adelbert II de la Marca, i comtessa consort de Barcelona.
Vers el 1085 es va casar amb un important senyor anglo-normand, Roger el Poiteví, comte de Lancaster. El pare d'Almodis, Adelbert II, va morir el 1088 i el va succeir el seu fill Bosó III que era solter i no tenia descendència i Almodis va quedar com a hereva i fou proclamada comtessa el 1091 i Roger va esdevenir comte uxori (per dret de la muller). Roger mentre havia aconseguit l'important honor d'Eye al Suffolk. El comtat fou administrat pel seu marit amb el que va tenir una filla, de nom Mata o Matilde. Almodis va morir el 1116 i Mata va ser proclamada comtessa, però el seu pare va seguir administrant el comtat fins a la seva mort en data incerta entre 1122 i 1140.